# Bătălia de la Kursk
Bătălia de la Kursk (în limba rusă: Курская битва, Kurskaia bitva; germană: Unternehmen Zitadelle – Operațiunea Citadela),  5 iulie – 23 august 1943), a fost ultima acțiune ofensivă de tip blitzkrieg de pe frontului de răsărit al celui de-al doilea război mondial. Beneficiind de cele mai bune informații asupra intențiilor lui Hitler, sovieticii au proiectat, realizat și disimulat cu grijă mai multe inele de lucrări defensive și câmpuri minate și au concentrat și camuflat cu grijă numeroase rezerve cu scopul declanșării unui contraatac strategic. Bătălia de la Kursk, care include și mai mica bătălie de la Prohorovka, este descrisă de propaganda sovietică, în mod fals , drept cea mai mare bătălie de blindate din toate timpurile (fiind implicate peste 8.000 de tancuri) și a inclus cea mai costisitoare zi de lupte aeriene din întreaga istorie. Germanii consideră drept bătălia de la Kursk numai Operațiunea Zitadelle, în timp ce sovieticii consideră că Zitadelle este numai faza defensivă a bătăliei, urmată de faza ofensivă formată din Operațiunile Kutuzov și Polkovodeț Rumianțev.
Deși germanii concepuseră inițial o lovitură ofensivă, apărarea bine organizată a sovieticilor nu numai că a stopat cu succes acțiunea germană, dar le-a permis să contraatace, după încheierea cu succes a fazei defensive, în două operațiuni consecutive:Operațiunea Kutuzov și Operațiunea Polkovodeț Rumianțev. După încheierea luptelor din arcul de la Kursk, sovieticii au câștigat definitiv inițiativa strategică de-a lungul întregii perioade care a mai rămas până la încheierea războiului. Din acest punct de vedere, bătălia de la Kursk poate fi considerată faza a 2-a a punctului de cotitură al războiului, în care prima fază este considerată victoria sovietică de la Stalingrad. Atacurile sovietice care au urmat eliminării forțelor germane de la Kursk au dus la eliberarea Oriolului și Belgorodului pe 5 august și a Kievului pe 23 august, împingându-i înapoi pe germani pe un front larg, primul succes sovietic de amploare din timpul unei ofensive de vară.
Bătălia de la Kursk a demonstrat că frontul de răsărit a fost caracterizat de cea mai mare concentrare de trupe din timpurile moderne. Defensiva sovietică a fost atât de bine gândită, încât atunci când Armata Roșie a trecut la faza de contraatac, ea a fost capabilă să dezvolte ofensive pe patru axe separate de înaintare, evitând capcana întinderii prea mari a contraatacului. Această bătălie se numără printre subiectele de studiu din toate academiile militare moderne.

## Contextul general
În iarna 1942 – 1943, sovieticii ieșiseră învingători în încleștarea de la Stalingrad. Armata a 6-a germană fusese anihilată – în jur 250.000 de germani și alți aliați ai lor – ceea ce sleise efectivele Axei pe frontul de răsărit. În această perioadă a început să devină evident că, în condițiile în care pe frontul de vest se prefigura o debarcare de amploare în Europa a Aliaților occidentali, ere de preferat pentru Germania Nazistă să obțină o pace separată cu sovieticii, mai înainte ca  să fie obligată să lupte pe două fronturi.
În 1917, germanii construiseră faimoasa linie Hindenburg pe frontul de vest, scurtând lungimea frontului defensiv și crescând în același timp densitatea apărătorilor și puterea lor de reacție. Germanii s-au hotărât să repete aceeași strategie în Rusia și au început construcția unui șir de lucrări defensive – așa numita linia Panther-Wotan. Ei aveau de gând să se retragă pe această linie în 1943 și să provoace pierderi mari sovieticilor în timp ce propriile trupe ar fi avut timp de refacere.
În februarie și martie 1943, feldmareșalul german Erich von Manstein dusese la bun sfârșit o ofensivă victorioasă în timpul ofensivei de la Harkov. În acel, moment linia frontului se întindea de la Leningrad în nord la Rostov-pe-Don  în sud. În mijlocul liniei frontului se întindea o pungă lungă de 20 km și adâncă de 150 km de la Oriol în nord și Harkov în sud (recent recapturat de von Manstein în a treia bătălie importantă din zonă).

### Planurile germane
Von Manstein făcea presiuni pentru o nouă ofensivă bazată pe aceleași linii de succes pe care le urmărise la Harkov, când el a reușit să stopeze atacul mult prea extins al sovieticilor. El a sugerat să se efectueze o mișcare de diversiune în sud, prin atacarea sovieticilor în Ucraina. El ar fi urmat să atace spre sud din Harkov pe malul estic al râului Doneț spre Rostov-pe-Don, urmând să prindă în capcană toată aripa sudică a armatelor sovietice înghesuite de atacul german în zona de nord a Mării Azov.
OKH-ul nu a aprobat planul lui Manstein, îndreptându-și în schimb atenția spre intrândul din liniile proprii dintre Oriol și Harkov. În punga creată în zonă, terenul era ocupat de trei armate sovietice, iar o manevră de învăluire executată cu succes de germani ar fi prins în capcană o cincime din efectivele Armatei Roșii. O manevră reușită ar fi dus și la scurtarea și întărirea liniei frontului, un câștig important fiind și cucerirea nodului de cale ferată de la Kursk, aflat pe linia principală nord-sud Moscova – Rostov-pe-Don.
Planul s-a cristalizat în martie. Armata a 9-a a lui Walther Model trebuia să atace spre sud din Oriol, în vreme ce Armata a 4-a Panzer a lui Hermann Hoth și Armee-Abteilung "Kempf" a lui von Manstein urmau să atace spre nord din Harkov. Cele două ramuri ale atacului ar fi trebuit să facă joncțiunea la Kursk, dar dacă ofensiva mergea bine, armatele germane aveau permisiunea să continue mai departe atacul, funcție de situația reală locală, planul general fiind crearea unei noi linii a frontului pe răul Don, spre est.
Hitler, spre deosebire de alte ocazii, a dat Cartierului General German controlul aproape total asupra activității de planificare a bătăliei. În cele câteva săptămâni care au urmat, planificatorii au continuat să crească efectivele  forțelor destinate atacului, concentrând toate rezervele disponibile de-a lungul întregului front pentru ofensiva viitoare. Data inițială de atac fusese stabilită pentru 4 mai, dar a fost amânată pentru 12 iunie și în cele din urmă pentru 4 iulie, pentru a permite noilor arme, în special a tancurilor Panther, să fie transportate din Germania pe front.
Conceptul de bază din spatele ofensivei era tradiționala și de obicei încununată de succes manevră de dublă învăluire, numită de germani Kesselschlacht (bătălie cazan). Tacticile Blitzkriegului făceau aceste tipuri de învăluiri extrem de eficiente. Blitzkriegul depindea de efectivele numeroase, viteza atacului și surprinderea inamicului, care aveau mai degrabă ca scop distrugerea comenzii centrale și a liniilor de aprovizionare, iar nu anihilarea tuturor forțelor inamicului surprinse de învăluire. Străpungerile loviturilor de tip Blitzkrieg aveau un succes cu atât mai mare cu cât locația loviturii principale era mai neașteptată, așa cum a fost cazul atacului german din 1940 prin Ardeni, sau a Operațiunii Albastru (Fall Blau) din 1942 spre Stalingrad și Caucaz.
Concepția cartierului General German asupra atacului din arcul de la Kursk, Operațiunea Zitadelle, încălca principiul luării prin surpriză a inamicului. Era evident pe hartă că următorul punct de atac avea să fie la Kursk. Mai mulți comandanți germani au sesizat în mod corect că și sovieticii puteau prevedea atacul german. Heinz Guderian l-a întrebat pe Hitler: 
Este cu adevărat necesar să atacăm la Kursk și, până la urmă, neapărat în est și în acest an? Credeți că toată lumea știe măcar unde este Kurskul? Lumii întregi nu-i pasă dacă noi cucerim sau nu Kurskul. Care este rațiunea care ne forțează să atacăm în acest an la Kursk, sau, și mai mult, pe frontul de răsărit?
În mod surprinzător, Hitler i-a dat dreptate:
Știu. Gândul [la atac] îmi întoarce stomacul pe dos.
Convorbirea s-a terminat cu o hotărâre abruptă: Operațiunea Zitadelle a fost amânată până la mijlocul lunii iunie.
Efectivele germane numărau 50 de divizii, inclusiv 17 divizii Panzer și Panzergrenadier. Pentru acest atac au fost aduse pe front unitățile de elită divizia Wehrmachtului  Großdeutschland (Germania Mare), și diviziile de tancuri  Waffen-SS Leibstandarte Adolf Hitler (Garda personală a lui Adolf Hitler), Totenkopf (Cap de mort) și Das Reich (Imperiul). Cartierul General a concentrat toate blindatele disponibile, printre ele aflându-se tancurile de tip Tiger și noul Panther și tunul de asalt Elefant. De asemenea, în zonă au fost concentrate o mare parte a unităților disponibile de artilerie și de aviație.

### Planurile sovietice
Armata Roșie începuse planificarea propriei ei ofensive de vară pe frontul de răsărit, concepând un plan care era versiunea în oglindă a celui german. În regiunile orașelor Oriol și Harkov urmau să fie declanșate atacuri, care ar fi putut până în cele din urmă să străpungă frontul german spre mlaștinile Prîpeatului. Sovieticii erau însă foarte conștienți de primejdia unui atac german.
În toate ofensivele precedente, sovieticii nu au avut informații sigure asupra zonei de declanșare a atacului inamic, fiind nevoiți să de bazeze mai degrabă pe flerul celor din STAVKA decât pe serviciile de informații, dar în situația de la Kursk părea evident pentru toată lumea că atacul va viza eliminarea pungii sovietice. În plus, Moscova primise informații de foarte bună calitate de la rețeaua de spioni condusă de Rudolf Roessler. Aceste informații nu făceau decât să confirme previziunile foarte corecte ale mareșalului Gheorghi Jukov asupra viitorului atac german, previziuni făcute încă de pe 8 martie în raportul său către Marele Stat Major
Stalin și o mână de generali ai Statului Major propuneau ca sovieticii să atace primii. Tiparul războiului de până în acel moment fusese unul al ofensivei germane  încununate de succes. Tactica războiului fulger funcționase fără greș până atunci împotriva tuturor inamicilor germanilor, inclusiv  împotriva Armatei Roșii. Nimeni nu reușise să stăvilească atacurile germane și să prevină străpungerile efectuate de formațiunile masive de tancuri sprijinite de aviație. Pe de altă parte, acțiunile ofensive din ultimele două ierni dovediseră că și sovieticii puteau da atacuri încununate de succes. Totuși, majoritatea membrilor STAVKA în frunte cu Jukov considerau că este mai potrivit să se aștepte mai întâi ca germanii să-și epuizeze energia atacului inițial. Poziția lui Jukov și a susținătorilor lui a avut câștig de cauză.
Amânările succesive ale atacului german au oferit sovieticilor răgazul necesar să se pregătească din ce în ce mai bine, în patru luni Armata Roșie transformând punga într-una din cele mai puternic fortificate regiuni din istorie. Soldații și civilii sovietici au îngropat aproximativ un milion de mine antipersonal și antitanc și au săpat cam 5.000 km de tranșee pe o adâncime de 175 km. În plus, în zonă fusese masați peste 1.300.000 soldați, 3.600 tancuri, 20.000 de piese de artilerie și 2.500 de avioane. Armata Roșie a fost capabilă să concentreze în zonă mai rapid soldați și materiale decât germanii.
O parte însemnată a soldaților sovietici care urmau să lupte la Kursk erau veteranii luptelor de la Stalingrad, dar lor li s-au alăturat numeroase unități nou formate din recruți fără experiență de luptă. Armata sovietică avea în 1943 efective mai numeroase decât în 1942. Marea întârziere a începerii atacului german a permis tinerilor recruți să se instruiască suplimentar în condițiile frontului.
Densitatea pieselor de artilerie era neobișnuit de mare: în regiune fuseseră concentrate mai multe regimente de artilerie decât de infanterie. Sovieticii erau hotărâți să macine unitățile atacatoare germane cu o combinație de mine terestre și tiruri de artilerie. Tirul direct al artileriei de câmp de calibrele 45mm  și 57mm trebuia să oprească înaintarea infanteriei germane, iar tunurile tractate antitanc de 85 mm și a celor regimetale de 76,2 mm trebuia să distrugă blindatele inamice. În sectorul de nord al pungii, densitatea tunurilor sovietice era de 23,7 piese de artilerie pe kilometru de front, iar în zona de sud era mai scăzută, de numai 10 pe kilometru.
Pregătirea genistică a câmpului de luptă a fost extrem de minuțioasă. Rapoartele oficiale indicau plantarea a 503.993 mine antitanc și a 439.348 mine antipersonal. În medie au fost plantate 1.500 de mine antitanc și 1.700 de mine antipersonal pe kilometru de front, dar în sectoare bine definite, această densitate putea varia între 1.400 și 2.000 pe kilometru, funcție de direcțiile așteptate de atac. Geniștii sovietici au construit de asemenea mii de kilometri de tranșee, au întins mii de kilometri de garduri de sârmă ghimpată, au construit mii de obstacole antitanc și mii de poziții de tragere pentru mortiere și tunuri. De asemenea, au fost construite numeroase ținte false pentru atragerea tirului artileriei germane. Camuflajul amplasamentelor reale de luptă era excelent.
Văzut dintr-o perspectivă mai largă, bătălia de la Kursk este importantă pentru că a demonstrat că STAVKA ajunsese să lucreze mai eficient decât Oberkommando des Heeres, în principal datorită faptului că Stalin înțelesese în sfârșit că trebuie să se bazeze exclusiv pe inițiativele ofițerilor săi superiori și pe sursele credibile de informații, în vreme ce Hitler își ignora sistematic anturajul generalilor experimentați. Acest fapt a fost evidențiat de înfrângerea războiului fulger din campania de vară din 1943, care, în ciuda unor pierderi considerabile ale sovieticilor, au demonstrat capacitatea Armatei Roșii de trecere rapidă din faza defensivă în cea ofensivă a bătăliilor, datorită unei planificări și coordonări mai bune, a rezervelor mai numeroase și al unui moral superior.
Din multe puncte de vedere, bătălia de la Kursk este socotită de multi istorici militari adevăratul punct de cotitură al războiului, cu o importanță care o excede pe cea a bătăliei de la Stalingrad, deoarece acesta a fost momentul din care inițiativa strategică a fost câștigată definitiv de partea sovietică.

## Operațiunea Zitadelle

### Acțiuni preliminare

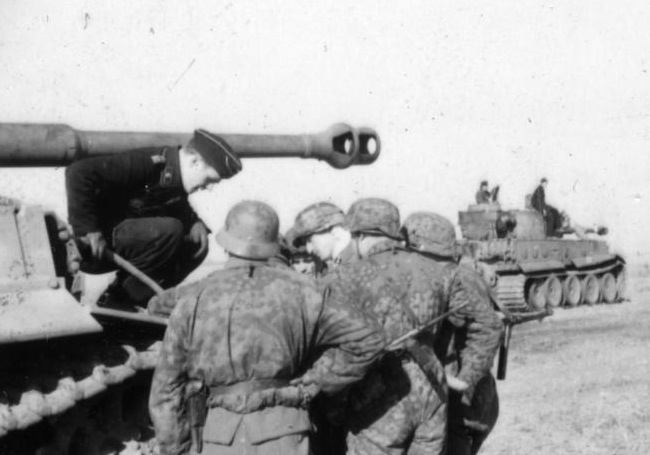
Panzergrenadieri Waffen-SS și tancuri Tiger ale Divizia Panzergrenadieri SS Totenkopf la începutul Operațiunii Zitadelle

Au trebuit să treacă patru luni de pregătire pentru ca germanii să se simtă pregătiți. Au fost concentrate 200 de noi tancuri Panther, (din care doar 40 au fost disponibile la începutul operațiunii, datorită problemelor tehnice), 90 de tunuri de asalt Elefant și toate avioanele de atac la sol disponibile Henschel Hs 129, ca și 270 de tancuri de ultim tip Panzer VI, ultimul model de tanc Panzer IV și chiar câteva tancuri capturate T-34. În total au fost concentrate în zonă cam 2.700 de tancuri și tunuri de asalt, 2.000 de avioane și peste 800.000 de oameni. Era una dintre cele mai mari concentrări de forțe germane din toate timpurile. Chiar și așa, Hitler și-a exprimat îndoielile cu privire la oportunitatea atacului.
În acest timp, acțiunile Aliaților occidentali în vestul Europei începuseră să aibă un impact semnificativ asupra puterii militare germane. Deși Campania din Africa de nord nu era din punctul de vedere sovietic răspunsul așteptat la cererile URSS pentru deschiderea celui de-al doilea front, bătăliile de aici au făcut ca, la sfârșitul anului 1942 și începutul lui 1943, Luftwaffe să piardă până la 40% din efectivele sale în bătăliile deasupra Maltei și Tunisiei. Superioritatea aeriană a germanilor nu mai era garantată pe toate fronturile în mod necondiționat. Forțele aeriene sovietice au reușit să depășească numeric Luftwaffe și în scurtă vreme au recuperat diferența tehnologică prin construirea unei serii de aparate de atac la sol capabile să distrugă orice tip de blindat german, așa cum era temutul  Iliușin Il-2 Șturmovik.
Data de declanșare a ofensivei a fost mutată de mai multe ori. Până în cele din urmă, pe 1 iulie, s-a dat ordinul de atac pentru patru zile mai târziu. În ziua următoare, mareșalul Alexandr Vasilevski a trimis atenționări comandanților de front (N. F. Vatutin, K. K. Rokossovski și I. S. Konev) cu privire la iminența declanșării atacului german, mareșalul dând ca perioadă posibilă a începerii luptelor 3 – 6 iulie. De luni de zile, sovieticii primeau informații detaliate despre planurile ofensivei de la organizația de spionaj Rote Kapelle (Orchestra Roșie), care avea surse în administrația nazistă și în ministerul aviației lui Hermann Göring.
Luptele preliminare au început pe 4 iulie 1943 în sudul regiunii. Armata a 4-a Panzer a încercat să cucerească avanposturile mai înainte de declanșarea asaltului principal pe 5 iulie. În felul acesta, germanii au sacrificat în mod deliberat avantajul surprizei tactice specifice războiului fulger. Pe de altă parte, pozițiile avansate sovietice erau plasate pe coamele unor mici dealuri, de unde se putea ține sub observație întreaga zonă și era puțin probabil ca Armata Roșie să fie luată în vreun fel prin surprindere.
În după-amiaza aceliași zile, escadrilele de bombardiere în picaj Stuka au deschis într-un atac de doar 10 minute o spărtură de peste 3 km în liniile defensive sovietice din flancul nordic, după care artileria germană a continuat lărgirea deschiderii. Armata a 3-a Panzer au atacat mai apoi pozițiile sovietice de la Zavidovka. În același timp, Panzergrenadier-Division Großdeutschland a atacat direct Butovo, iar Divizia a 11-a Panzer a ataca la sud de Butovo. Diviziile de blindate Großdeutschland și a 3-a au întâlnit o apărare sovietică foarte hotărâtă, care i-a împiedicat pe germani să-și atingă obiectivele propuse pentru acea zi, în  ciuda luptelor care s-au prelungit până la miezul nopții. Corpul al 2-a Panzer a lansat atacuri preliminare pentru cucerirea posturilor de observație sovietice, dar nu au putut să înfrângă rezistența apărătorilor până când nu au intervenit în luptă trupele special echipate cu aruncătoare de flăcări, care au curățat toate avanposturile și buncărele.
La 22:30, sovieticii au declanșat bombardamente de artilerie puternice în flancurile de nord și de sud. Acest baraj, executat cu peste 3.000 de tunuri și mortiere, a folosit cam o jumate din rezervele de proiectile aprovizionate pentru întreaga operație. Obiectivul atacului de artilerie era dezorganizarea și întârzierea atacului german. În flancul de nord, artileria sovietică a bombardat amplasamentele artileriei germane, reușind să distrugă 50 dintre cele 100 de baterii pe care le-a vizat. Ca urmare, artileria germană a avut o contribuție mult diminuată în prima zi a atacului. Unitățile germane au atacat șovăielnic în ziua de 5 iulie, în principal datorită dezorganizării cauzată de bombardament. În sud, artileria sovietică a ales ca țintă principală zonele de concentrare ale infanteriei și tancurilor inamice. Deși au reușit să întârzie atacul germanilor, bombardamentele de artilerie le-a provocat pierderi relativ puține.

### Bătălia principală

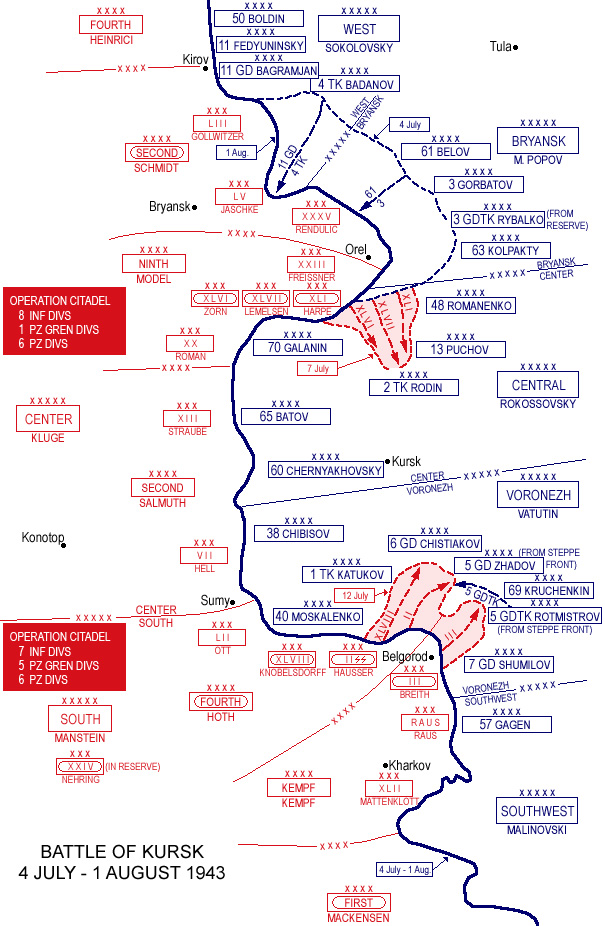
Bătălia de la Kursk

#### Flancul de nord
Bătălia a început cu adevărat pe 5 iulie 1943. Sovieticii, care cunoșteau în acel moment și ora exactă la care avea să se declanșeze atacul principal, au  organizat un atac masiv al avioanelor sovietice împotriva bazelor aeriene din zonă ale Luftwaffe, aplicând tactica germană a distrugerii sprijinului aerian al inamicului în primele ore ale atacului. Orele care au urmat au reprezentat una dintre cele mai mari bătălii aeriene ale celui de-al doilea război mondial, la sfârșitul căreia niciuna dintre părți nu a reușit să câștige superioritatea aeriană în zona câmpului de luptă.
Armata a 9-a germană de pe flancul nordic nu reușise să-și atingă obiectivele propuse pe 5 iulie datorită faptului că sovieticii anticipaseră corect acțiunile inamicului și se pregătiseră în consecință. Atacând pe un front de 45 km lățime, germanii s-au trezit prinși în capcana unor câmpuri minate, pe care nu le-au putut străbate decât după intervenția trupelor de deminare, care, la rândul lor, au devenit țintele artileriei sovietice. Deși germanii au folosit vehicule de deminare telecomandate Goliath și Borgward, rezultatul acțiunii acestora a fost modest. Chiar și când vehiculele reușea să îndepărteze minele, ele nu dispuneau de sisteme care să marcheze poteca deminată pentru deplasarea tancurilor. Câmpurile minate erau împânzite de mici locașuri de tragere individuale și baterii de artilerie de câmp, care vânau geniștii germani în timp ce aceștia încercau să demineze manual un drum pentru deplasarea tancurilor. Datorită tuturor acestor măsuri defensive, înaintarea germană a fost mult îngreunată, iar pierderile suferite de ei au fost foarte ridicate. De exemplu, batalionul al 653-lea Panzerjäger a început atacul cu 49 de tunuri grele autopropulsate Elefant, iar până la ora 17:00 a zilei de 5 iulie, 37 dintre ele fuseseră pierdute în câmpurile minate.  Deși cele mai multe dintre vehiculele afectate de exploziile din câmpurile minate nu fuseseră definitiv scoase din luptă, ci doar avariate, până când s-a reușit repararea lor a trecut mult timp.  În timpul în care erau reparate direct pe câmpul de luptă, blindatele germane erau ținte pentru artileria sovietică, care se străduia să le distrugă în mod definitiv.
Mai mulți factori poate să explice lipsa de progrese ale atacului Armatei a 9-a, dintre care excelenta pregătire a apărării de către sovietici și concentrarea unor forțe germane insuficient de puternice s-au dovedit a fi cele mai importante. A fost preferat atacul unor mici subunități de blindate în locul unui atac masiv al tuturor efectivelor de tancuri și sprijinul infanteriei a fost necorespunzător. Pregătirile defensive sovietice au fost un factor hotărâtor. Mareșalul Rokosssovski, comandantul  Frontului Central, a anticipat corect principalele zone de desfășurare ale atacului german și fortificase puternic aceste regiuni, spre deosebire de alte arii, care păreau mai puțin amenințate. Armata a 13-a sovietică, care a trebuit să suporte cel mai puternic atac german, avea mai mulți oameni și mai multe arme antitanc decât restul unităților sovietice de pe front și a rezistat cel mai bine dintre toate armatele atacate. O eroare de apreciere a Comandamentului suprem sovietic și a marelui Stat Major, care se așteptau ca principalul atac german să se dea în nord, a făcut ca în această zonă a pungii de la Kursk să fie concentrate cele mai multe forțe ale Armatei Roșii. Comandanții Frontului Central Sovietic au ales la rândul lor să apere mai bine zona tactică (pe o adâncime de 20 km), lăsând mai slab apărată zona de spate a frontului.
Armata lui Model de pe flancul de nord avea mai puține tacuri decât cei de pe flancul sudic. În cele din urmă, în ciuda întăririlor cu divizii de infanterie, Armata a 9-a a bătut pasul pe loc în fața liniilor sovietice, nereușind să-și atingă niciunul dintre obiectivele propuse.
Analiza lățimii frontului de atac german și a adâncimii de penetrare realizate demonstrează clar că tacticile defensive sovietice au fost alese în mod inspirat. Dacă, pe 5 iulie, Armata a 9-a ataca pe un front de 45 km lățime, pe 6 iulie acesta era redus la 40 km, pentru ca pe 7 iulie să se ajungă la numai 15 km, iar pe 8 – 9 iulie la numai 2 km. Treptat, începând cu prima zi a atacului, adâncimea de înaintare a atacului german a scăzut, de la 5 la 4 km și la în jur de 2 km în zilele următoare, până pe 10 iulie Armata a 9-a a fost oprită în propriile tranșee.
După o săptămână, Wehrmachtul înaintase doar 12 km, iar Armata sovietică a 12-a și-a lansat propria ofensivă împotriva Armatei a 2-a germane la Oriol. Armata a 9-a să trebuit să se retragă, iar participarea ei la ofensivă s-a încheiat. Pentru că blindatele germane nu au fost concentrate și folosite cu aceeași intensitate ca în flancul sudic, pierderile de tancuri de pe frontul nordic au fost mai reduse comparativ: în perioada 5 – 14 iulie 1943 au fost pierdute doar 143 de vehicule blindate. Armata germană nu a reușit să țină pasul cu influxul de oameni și materiale pentru Armata  Roșie. Câștigurile germanilor au fost minime, iar acele unități sovietice care s-au retras au executat o manevră ordonată de superiorii lor, nu au fost depășite și nu au fugit în dezordine. Germanii au eșuat în încercarea lor de străpungere a liniile defensive sovietice dincolo de așa-numita zonă tactică.

#### Flancul sudic
În sud, Frontul Voronej s-a descurcat mai puțin bine decât camarazii lor din nord. În sud acționau Armata a 4-a Panzer, Corpul al 52-lea de armată german, Corpul al 48-lea Panzer și Corpul al 2-lea SS Panzer. Corpul al 2-lea Panzer a atacat pe un front îngust două regimente de pușcași sovietici. Tancurile Armatei a 4-a Panzer de sub comanda lui Hermann Hoth și-au deschis drumul prin liniile sovietice și, până pe data de 6 iulie, avansaseră cam 15 km față de pozițiile de start. Din nou s-a dovedit că planificarea sovietică a jucat un rol important, numai că în acest caz unul negativ. În sud, sovieticii nu au reușit să intuiască care erau sectoarele de atac germane. Acest fapt i-a obligat să-și împrăștie forțele de apărare mult mai mult. De exemplu, trei din patru armate ale Frontului Voronej aveau 10 tunuri/km de front, ceea ce contrasta cu distribuția corespunzătoare a Frontului Central, care avea o densitate de două ori mai mare în sectoarele active. În plus, Frontul Voronej a hotărât să-și distribuie mult mai uniform efectivele, zona tactică având mai puțini oameni, iar cea din spatele frontului mai multe trupe de rezervă, comparativ cu Frontul Central. De asemenea, Frontul Voronej era mai puțin puternic pe ansamblu decât Frontul Central, dar trebuia să facă față unor forțe germane mult mai puternice.
Forțele germane au progresat neîncetat împotriva apărătorilor sovietici, dar, ca și în nord, lățime frontului de atac și adâncimea de penetrare au avut tendința să scadă continuu pe durata întregului atac. Tendința nu a fost atât de abruptă ca în nord însă. Dacă la început germanii au atacat pe un frontu lat de 30 km pe 5 iulie, acesta a scăzut la 20 km după două zile și la doar 15 km pe 9 iulie. Adâncimea de penetrare a scăzut de la 9 km în prima zi a atacului la 5 km pe 8 iulie și la 2–3 km în zilele următoare, până când atacul a fost anulat.
Câmpurile minate și tirul artileriei au fost și în sud elementele de bază ale sovieticilor pentru întârzierea atacului german și pentru producerea de mari pierderi inamicului. Capacitatea unităților Armatei Roșii, care se apărau în tranșee, de a întârzia înaintarea germanilor a fost vitală pentru manevra de deplasare a rezervelor în cele mai amenințate sectoare. Chiar în timpul luptelor, mici grupuri de geniștii sovietici au plantat peste 900.000 de mine, în general acționând noaptea pe direcțiile cele mai probabile de atac ale inamicului. Din nou frontul sovietic s-a remarcat prin faptul că practic nu a pierdut multe piese de artilerie, soldații Armatei Roșii nu au căzut prizonieri, iar atunci când au fost nevoiți să se retragă, ei nu au făcut-o decât după ce au primit ordinul să se deplaseze pe un nou amplasament, întreaga manevră executându-se în ordine. 
În ceea ce privește pierderile germanilor, un bun exemplu este Diviazia Großdeutschland, care a început lupta cu 118 tancuri, pentru ca pe 10 iulie, după cinci zile de luptă, Divizia să mai aibă în stare de funcționare trei tancuri Tiger, 6 Panther și 11 Pzkpfw-III și Pzkpfw-IV. Corpul al 48-lea de tancuri a raportat un total de 38 tancuri Panther operaționale, 131 care așteptau reparații și 51 de tancuri distruse.
Totuși, era evident că amenințarea unei străpungeri germane a frontului sovietic în sud trebuia să fie luată în considerarea. Frontul Stepei fusese format în lunile de dinaintea bătăliei ca o rezervă centrală pentru evenimente precum bătălia de la Kursk. Unitățile Frontului Stepei și-au început deplasarea spre flancul sudic al frontului în dimineața zilei de 9 iulie. Printre luptători acestui front se afla și Armata a 5-a de tancuri de Garda și mai multe armate de arme combinate.
Flancul german, s-a găsit neprotejat în fața Armatei a 7-a de tacuri de Gardă, care, ajutată și de ploile puternice din zonă,  a oprit diviziile lui Kepf, după ce acestea au traversat Donețul. Armata a 5-a de tacuri de Gardă, întărite cu două corpuri suplimentare de tancuri, s-a deplasat pe pozițiile de la est de Prohorovka și s-a pregătit să contraatace inamicii din fața lor, Corpul al 2-lea de Panzere. Sovieticii au reușit să-i oprească pe germani doar pentru puțină vreme, străpungerea frontului Armatei Roșii fiind foarte probabilă în acest moment și de aceea în zona cea mai primejduită a frontului a fost trimisă întreaga Armată a 5-a de Gardă.

##### Prohorovka

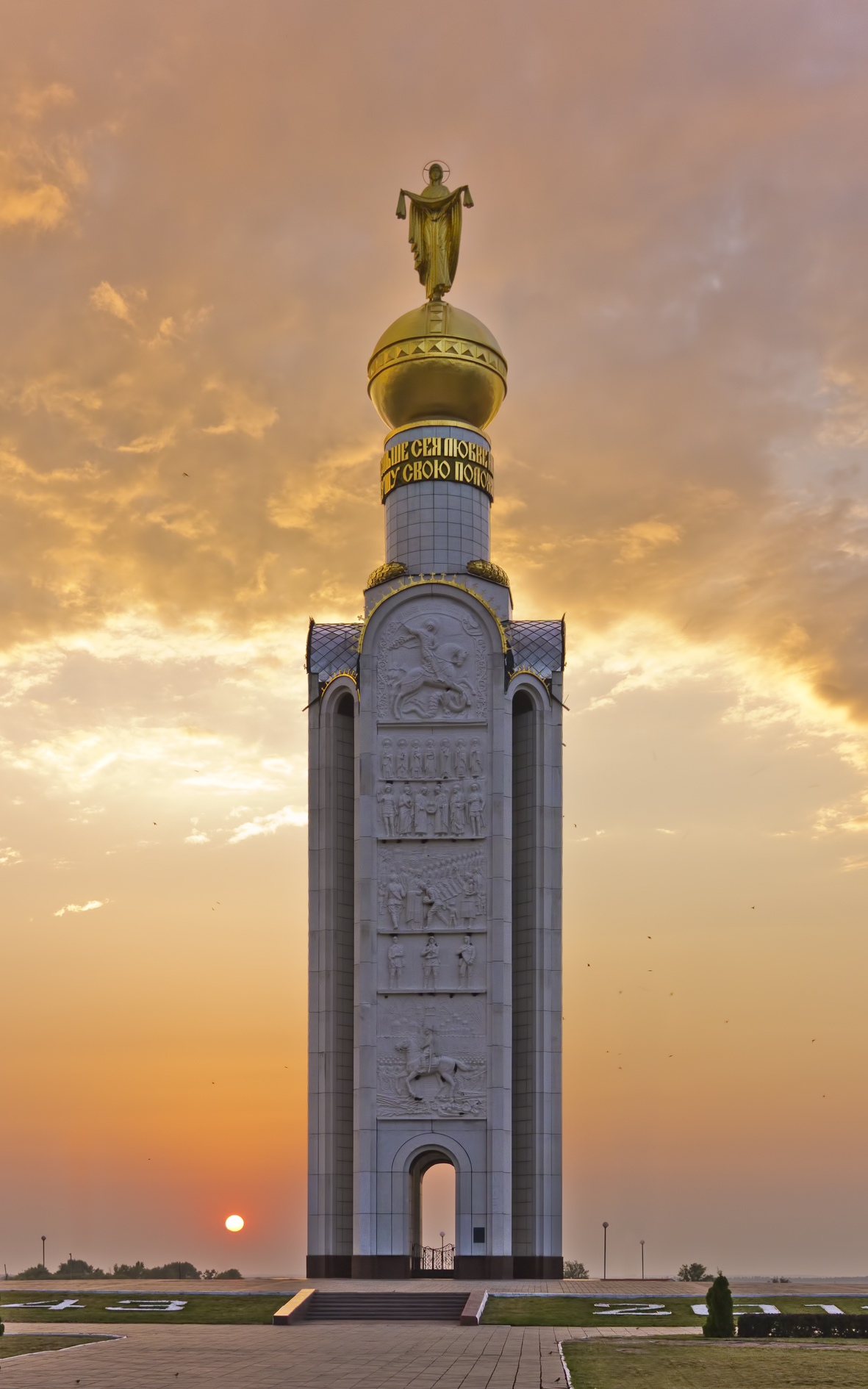
Monumentul de pe câmpul Prohorovka

În dimineață zilei de 12 iulie, II.SS-Panzerkorps a înaintat spre Prohorovka în același timp cu atacurile lansate de Armata a 5-a de tancuri de Gardă, parte a unei contraofensive multifront programate de planificatorii sovietici pentru a contracara atacurile germane. Unitățile germane SS și  sovietice de Gardă s-au ciocnit la vest de Prohorovka, într-o regiune în care existau numeroase ferme, mici dealuri și viroage. Ceea ce a urmat nu este complet studiat și încă se mai așteaptă desecretizarea unor arhive militare pentru a lămuri problemele.
Bătălia poate fi descrisă ca o pierdere tactică foarte mare pentru sovietici, dar, în același timp, o remiză operațională. Nici Armata sovietică de Gardă nici II.SS-Panzerkorps nu au reușit să-și atingă obiectivele stabilite pentru acea zi. Numărul de tancuri pierdute de fiecare parte continuă să fie un subiect de dispută până în ziua de azi. Pierderile sovietice variază, funcție de sursă, între 200 și 822 de tancuri. Surse care încearcă să fie cât mai obiective, susțin că au fost probabil între 150 și 300 de tancuri distruse, cu un număr aproximativ egal de tancuri care au fost scoase temporar din luptă și au necesitat reparații. De asemenea, germanii au pierdut, din nou funcție de sursa citată, între 80 și câteva sute de tancuri, inclusiv câteva duzini de tancuri Tiger. Numărul corect de tancuri germane pierdute este greu de estimat datorită modalității speciale prin care erau contabilizate pierderile naziștilor. Numărul tancurilor iremediabil distruse în perioada 10 –  13 iulie pentru  diviziile LSSAH și Das Reich a fost de numai trei.  Un număr necunoscut de tancuri au fost avariate doar, multe dintre fiind pierdute în atelierele de reparații, părăsite aici în timpul retragerii precipitate a germanilor ca urmare a contraofensivei post-Kursk, (Operațiunea Polkovodeț Rumianțev). Istoricul Nippe consideră că numărul total al tancurilor operaționale pierdute de întregul Corp a fost de 70-80, dar este neclar câte dintre ele au avut nevoie de reparații pe termen scurt sau de mai mare amploare. În orice caz, pierderile, atât ale II.SS Panzerkorps cât și ale Armatei a 5-a de Gardă, în ceea ce a fost numită cea mai mare bătălie de tancuri din lume, sunt departe de proporțiile mitice atribuite luptelor de la Prohorovka.

##### Începutul sfârșitului pe flancul sudic
În timpul luptelor, unitățile germane au fost constrânse de sovietici să atace pe fronturi din ce în ce mai restrânse. Unitățile de parașutiști de Gardă rezistau cu succes pe flancurile atacului german. Germanii nu au reușit să introducă în luptă multe unități pe frontul atacului lor foarte îngust și nici nu au avut puterea combatantă să pătrundă foarte adânc în frontul sovietic. În timp ce Corpurile aflate în atac înaintau, ele au continuat de asemenea să lupte pentru a-și proteja flancurile amenințate în continuu de defensiva sovietică.
În timp ce pe flancul nordic luptele încetaseră pe 10 iulie, pe flancul sudic situația era încă nedecisă, chiar și după 12 iulie. Forțele germane, istovite și cu efectivele împuținate, au reușit să spargă primele două inele defensive și credeau în mod greșit că sunt pe punctul de a sparge și ultima centură de apărare a inamicului. De fapt, mai existau încă cel puțin cinci zone defensive în fața lor, deși trebuie recunoscut că acestea nu erau tot atât de puternice ca primele. La rândul lor, și apărătorii sovietici erau slăbiți, iar o bună parte a rezervelor lor fuseseră deja trimise pe front. Totuși, rezervele Armatei Roșii care așteptau să intre în luptă erau mai numeroase decât unitățile germane disponibile pentru sprijinirea atacului.

## Debarcarea aliată în Sicilia
Printre istorici există un punct de vedere conform căruia invazia aliată din Sicilia l-ar fi determinat pe Hitler să anuleze Zitadelle. Pe 10 iulie, în momentele în care  Zitadelle era în plină desfășurare, forțele americane, britanice și canadiene au debarcat în Sicilia în timpul Operațiunii Husky. Hitler i-a chemat pe  von Kluge și pe von Manstein la cartierul său general  Wolfsschanze din  Prusia Răsăriteană și le-a declarat că are intenția să anuleze Unternehmen Zitadelle. Von Manstein a încercat să-și apere punctul de vedere conform căruia cu un ultim efort putea învinge la Kursk, dar Hitler nu a fost de acord cu el, cu atât mai mult cu cât sovieticii își lansaseră propria contraofensivă în sectorul de nord al frontului.
Era clar pentru toată lumea că ofensiva germană dăduse deja greș și orice încercare ulterioară de străpungere a frontului sovietic nu putea decât să aducă noi eșecuri și pierderi mai mari. Învăluirea din nord fusese stopată, iar sovieticii erau deja în plin atac. În sud, efortul maxim al celor mai bune trupe germane nu reușise să distrugă liniile defensive sovietice și să pătrundă în zona de spate al frontului, în ciuda unor succese tactice locale. Cu toate acestea, frontul de răsărit era principalul teatru de operațiuni de-a lungul a mai multor ani și, dacă victoria pe acest front ar fi fost posibilă, ea ar fi fost prea importantă pentru ca operațiunile ofensive să fie abandonate datorită invaziei din Sicilia.
În cele din urmă, doar divizia germană Leibstandarte Adolf Hitler a plecat pe nou deschisul front în Italia, lăsând însă pe frontul de răsărit tot echipamentul de care dispuneau.

## Contraofensiva sovietică
Operațiunea Kutuzov, ofensiva sovietică de la  Oriol, a schimbat decisiv situația de pe front. Unitățile Armatei a 9-a germane a fost redistribuite pentru ca să facă față atacului iminent al sovieticilor, renunțându-se la orice idee de ofensivă. Unităților germane din flancul sudic li s-au dat pe 15 iulie avertismente pentru retragere pe liniile de start de pe 4 iulie. Scopul retragerii era scurtarea frontului, ceea ce ar fi permis să reconstituie rezervele.
În sud, Armata Roșie avea nevoie de mai mult timp pentru regrupare după pierderile din iulie și nu au putut să-și lanseze contraofensiva decât pe 3 august, când a fost declanșată Operațiunea Polkovodeț Rumianțev. Ofensiva a fost facilitată de atacurile diversioniste de pe râul Mius de mai la sud de punctul principal de atac și a dus la eliberarea orașului Belgorod. În Moscova au fost trase salve de artificii în cinstea eliberării Belgorodului și Orelului, acest mod de sărbătorire devenind din acel moment regulă, care avea să se repete cu ocazia eliberării fiecărui oraș important sovietic. Pe 11 august, Armata Roșie a ajuns în fața Harkovului, un oraș pe care Hitler jurase să-l apere cu orice preț.

## Sfârșitul bătăliei

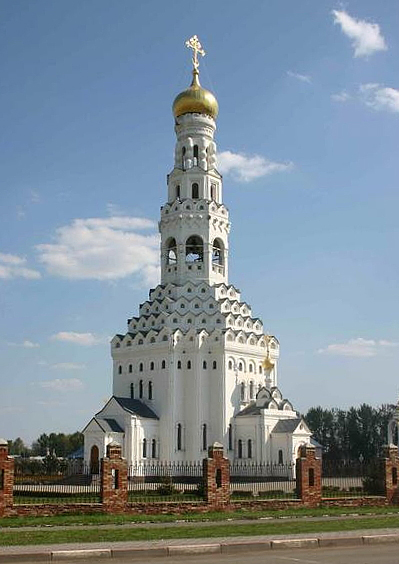
Catedrală de pe câmpul de la Prohorovka care comemorează victoria sovietică din bătălia de la Kursk.

Generalfeldmarschallul von Manstein credea că, la sfârșitul bătăliei de la Kursk, rezultatele sunt amestecate, existând și anumite câștiguri de partea germanilor, operațiunea germană reușind „cel puțin să distrugă parțial unitățile mobile ale rezervelor operaționale ale inamicului”. Totuși, în ciuda pierderilor suferite de sovietici în fazele defensive ale bătăliei, Armata Roșie a trecut în două săptămâni la faza ofensivă, împingându-i pe germani spre vest pe râul Nipru și mai departe în Ucraina, ceea ce a demonstrat că, per total, campania a fost un dezastru pentru germani.
Până pe 22 august, ambele tabere au fost afectate de o uriașă epuizare și bătălia de la Kursk a luat sfârșit. Au urmat mai multe operațiuni sovietice încununate de succes, care au condus la bătălia de pe cursul inferior al Niprului și la eliberarea Kievului în toamna anului 1943.
Bătălia de la Kursk a fost un succes decisiv sovietic. Pentru prima oară, o ofensivă majoră germană fusese oprită mai înainte de a reuși să spargă liniile sovietice. Germanii, în ciuda faptului că au folosit tancuri superioare din punct de vedere tehnologic, nu au reușit pur și simplu să străpungă liniile sovietice organizate pe mai multe inelele în adâncime. Germanii au fost surprinși de rezervele sovietice operaționale disponibile pentru această luptă. Eșecul german a luat pe toată lumea prin surprindere și a schimbat definitiv caracterul operațiunilor pe frontul de răsărit. Victoria a fost foarte costisitoare pentru sovietici. Deși Armata Roșie a reușit să-i împiedice pe germani să-și atingă obiectivele stabilite, a pierdut numeroși soldați și materiale militare în timpul luptelor.
Pierderile germanilor în bătălia propriu-zisă, (fără cele care au rezultat în contraofensiva sovietică de pe flancurile de nord și de sud ale pungii) în perioada 5 – 20 iulie 1943 au fost între 50.000  și 57.000 .  Pierderile germane de blindate au fost de 278 de vehicule ..  Pierderile sovietice, după cum au fost contabilizate de Krivoșeev, (citat de Glantz și House și de  Restayn și Moller  au fost de 177.847 oameni.  Restayn și Moller subliniază (pag. 341 vol. 2) că cifrele lui Krivoșeev pentru frontul Central arată o descreștere a efectivelor în perioada 5 – 11 iulie 1943 de 92.700 de oameni, din care 33.897 sunt morți și răniți, iar pentru restul de 58.893 nu se dă nicio explicație. Restayn și Moller consideră că cei 58.893 ar trebui de asemenea contabilizați ca pierderi de soldați morți și răniți, ceea ce ar ridica totalul pierderilor sovietice la 235.000 (177.847 plus 58.893).  Pierderile de blindate sovietice au fost după Krivoșeev de 1.614 tancuri și tunuri de asalt (citat de Glantz și House la pag. 275 și Mawdsely la pag. 267).
După bătălia de la Kursk, frontul de est și-a schimbat aspectul. Inițiativa strategică a trecut definitiv de partea sovietică, germanii petrecând restul războiului reacționând la ofensivele Armatei Roșii. Un nou front a fost deschis în Italia, ceea ce a impus redirecționarea unor forțe germane de pe frontul de est și din apusul Europei. Atât partea germană cât și cea sovietică au avut pierderi importante, dar numai Uniunea Sovietică a avut resursele umane necesare pentru completarea efectivelor și cele industriale pentru completarea materialelor de luptă pierdute. În plus, Uniunea Sovietică se bucura de sprijinul american prin programul Lend-Lease. Germanii nu și-au mai revenit după înfrângerea de la Kursk și nu a mai lansat nicio ofensivă majoră în răsărit.
Mai mult, după această înfrângere, Hitler a fost convins că ofițerii săi superiori din OKH sunt incompetenți și s-a implicat tot mai mult în problemele de planificare militară, astfel încât la sfârșitul războiului avea cuvântul hotărâtor în toate deciziile tactice importante.
Dimpotriva, după ce a remarcat înalta competență a STAVKA, care a dus la adoptarea celor mai potrivite soluții pe câmpurile de luptă, Stalin s-a încrezut din ce în ce mai mult în consilierii săi militari și nu s-a mai implicat în planificarea operațională și a mai supervizat doar în câteva cazuri izolate deciziile militare ale ofițerilor săi superiori.
Rezultatul previzibil al acestor atitudini diferite a fost, în cazul germanilor, un șir neîntrerupt de înfrângeri, Hitler implicându-se tot mai mult în luarea deciziilor pentru desfășurarea operațiunilor zilnice tactice, iar, în cazul Armatei Roșii, care câștigase o tot mai mare libertate de decizie, a dus la un șir tot mai bine articulat și mai de succes de operațiuni militare ofensive.